# William, prins van Wales
William, prins van Wales, geboren als William Arthur Philip Louis (Paddington, Londen, 21 juni 1982), is het oudste kind van koning Charles III van het Verenigd Koninkrijk en Diana Spencer. William is eerste in lijn van de Britse troonopvolging, en daardoor kroonprins en troonopvolger van het Verenigd Koninkrijk van Groot-Brittannië en Noord-Ierland, Canada, Australië, Nieuw-Zeeland, Jamaica, de Bahama's, Grenada, Papoea-Nieuw-Guinea, de Salomonseilanden, Tuvalu, Saint Lucia, Saint Vincent en de Grenadines, Antigua en Barbuda, Belize en Saint Kitts en Nevis.

## Levensloop

### Vroege jeugd
William werd geboren in het St Mary's Hospital in Paddington, Londen. Hij heeft een jongere broer, Harry. William werd, toen hij klein was, door zijn moeder Wills of Wombat genoemd.
Zijn peetouders zijn de voormalige koning Constantijn II van Griekenland, Laurens van der Post, Alexandra van Kent, Natalia Grosvenor, Norton Knatchbull en Susan Hussey.
Op 3 juni 1991 liep hij een schedelbasisfractuur op nadat een bevriende scholier hem op school in Berkshire per ongeluk met een golfclub tegen zijn hoofd had geslagen. Hij werd hiervoor geopereerd in het Great Ormond Street Hospital en hield er een litteken aan over.

### Overlijden moeder
Zijn moeder, prinses Diana, overleed op 31 augustus 1997 als gevolg van een auto-ongeluk in Parijs, Frankrijk. Dit gebeurde een paar dagen nadat ze op vakantie was geweest in Zuid-Frankrijk met William en Harry. Ze waren op dat moment bij hun grootmoeder in Balmoral. Op de dag van Diana's begrafenis liepen de prinsen William, Charles en Harry, Philip Mountbatten en Charles Spencer (broer van Diana) achter de baar mee van Buckingham Palace naar Westminster Abbey.
Toen op 10 februari 2005 de verloving van zijn vader met Camilla Parker Bowles bekend werd, bracht hij samen met zijn broer Harry een persbericht uit, waarin zij melding maakten van hun vreugde over het aanstaande huwelijk.

### Carrière

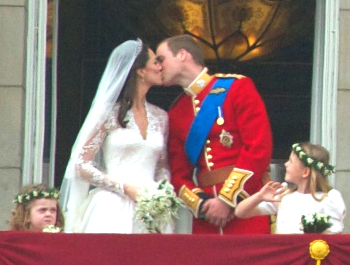
De hertog en hertogin van Cambridge

William was de eerste Britse prins die naar een gewone basisschool ging; hij kreeg dus geen privélessen. De prins studeerde daarna aan het College van Eton en behaalde daar zijn diploma. Tussen 2001 en 2005 studeerde de prins geografie aan de Universiteit van St Andrews in Schotland. Op 9 januari 2006 begon de prins aan zijn militaire opleiding op de Koninklijke Militaire Academie Sandhurst, die hij in december dat jaar afrondde. In 2014 studeerde op het St John's College van de Universiteit van Cambridge.
Nadat zijn studies afgerond waren, verscheen de prins regelmatig op officiële ceremonies. Hij ontving ook zijn eigen wapenschild en secretaris. William is tevens beschermheer/voorzitter van een aantal verenigingen waaronder Centrepoint, The Tusk Trust, de Engelse voetbalbond, de Welsh Rugby Union, the Royal Marsden Hospital, Mountain Rescue England en English Schools Swimming Association (ESSA).
Als toekomstig opperbevelhebber der strijdkrachten is hij Commodore-in-Chief voor Schotland en de Royal Navy Submarine Service.
In 2005 vertegenwoordigde hij zijn grootmoeder, koningin Elizabeth II, in Australië tijdens de herdenking van de Tweede Wereldoorlog. Hij woonde samen met zijn stiefmoeder de herdenkingsceremonie bij aan de cenotaaf.
De prins werd op 16 juni 2008 geïnstalleerd als (duizendste) ridder in de Orde van de Kousenband.
Op 9 september 2022, een dag na het overlijden van zijn grootmoeder, benoemde zijn vader hem tot Prins van Wales, een titel die Charles III vanaf 1958 tot aan het overlijden van zijn moeder in bezit had.

### Huwelijk en gezin
William trouwde op 29 april 2011 met Catherine Middleton. Het echtpaar heeft drie kinderen:
- George Alexander Louis (22 juli 2013)
- Charlotte Elizabeth Diana (2 mei 2015)
- Louis Arthur Charles (23 april 2018)

## Titels
- 21 juni 1982 - 29 april 2011: Z.K.H. Prins William van Wales
- 29 april 2011 - 8 september 2022: Z.K.H. Prins William, hertog van Cambridge, graaf van Strathearn (in Schotland), baron Carrickfergus (in Noord-Ierland)
- 8 september 2022 - 9 september 2022: Z.K.H. Prins William, hertog van Cornwall, hertog van Cambridge, hertog van Rothesay (in Schotland), graaf van Carrick (in Schotland), graaf van Strathearn (in Schotland), baron Carrickfergus (in Noord-Ierland)
- 9 september 2022 - heden: Z.K.H. Prins William, prins van Wales, hertog van Cornwall, hertog van Cambridge, graaf van Chester, hertog van Rothesay (in Schotland), graaf van Carrick (in Schotland), graaf van Strathearn (in Schotland), baron Carrickfergus (in Noord-Ierland)

## Kwartierstaat
|  |                                                  |  |  |  |  |  |  |  |  |  |  |  |  |
|  | 8. Andreas van Griekenland                       |  |  |  |  |  |  |  |  |  |  |  |  |
|  |                                                  |  |  |  |  |  |  |  |  |  |  |  |  |
|  |                                                  |  |  |  |  |  |  |  |  |  |  |  |  |
|  | 4. Philip Mountbatten, 1ste hertog van Edinburgh |  |  |  |  |  |  |  |  |  |  |  |  |
|  |                                                  |  |  |  |  |  |  |  |  |  |  |  |  |
|  |                                                  |  |  |  |  |  |  |  |  |  |  |  |  |
|  | 9. Alice van Battenberg                          |  |  |  |  |  |  |  |  |  |  |  |  |
|  |                                                  |  |  |  |  |  |  |  |  |  |  |  |  |
|  |                                                  |  |  |  |  |  |  |  |  |  |  |  |  |
|  | 2. Charles III van het Verenigd Koninkrijk       |  |  |  |  |  |  |  |  |  |  |  |  |
|  |                                                  |  |  |  |  |  |  |  |  |  |  |  |  |
|  |                                                  |  |  |  |  |  |  |  |  |  |  |  |  |
|  | 10. George VI van het Verenigd Koninkrijk        |  |  |  |  |  |  |  |  |  |  |  |  |
|  |                                                  |  |  |  |  |  |  |  |  |  |  |  |  |
|  |                                                  |  |  |  |  |  |  |  |  |  |  |  |  |
|  | 5. Elizabeth II van het Verenigd Koninkrijk      |  |  |  |  |  |  |  |  |  |  |  |  |
|  |                                                  |  |  |  |  |  |  |  |  |  |  |  |  |
|  |                                                  |  |  |  |  |  |  |  |  |  |  |  |  |
|  | 11. Elizabeth Bowes-Lyon                         |  |  |  |  |  |  |  |  |  |  |  |  |
|  |                                                  |  |  |  |  |  |  |  |  |  |  |  |  |
|  |                                                  |  |  |  |  |  |  |  |  |  |  |  |  |
|  | 1. William, Prins van Wales                      |  |  |  |  |  |  |  |  |  |  |  |  |
|  |                                                  |  |  |  |  |  |  |  |  |  |  |  |  |
|  |                                                  |  |  |  |  |  |  |  |  |  |  |  |  |
|  | 12. Albert Spencer, 7de graaf Spencer            |  |  |  |  |  |  |  |  |  |  |  |  |
|  |                                                  |  |  |  |  |  |  |  |  |  |  |  |  |
|  |                                                  |  |  |  |  |  |  |  |  |  |  |  |  |
|  | 6. John Spencer, 8ste graaf Spencer              |  |  |  |  |  |  |  |  |  |  |  |  |
|  |                                                  |  |  |  |  |  |  |  |  |  |  |  |  |
|  |                                                  |  |  |  |  |  |  |  |  |  |  |  |  |
|  | 13. Cynthia Hamilton                             |  |  |  |  |  |  |  |  |  |  |  |  |
|  |                                                  |  |  |  |  |  |  |  |  |  |  |  |  |
|  |                                                  |  |  |  |  |  |  |  |  |  |  |  |  |
|  | 3. Diana Spencer                                 |  |  |  |  |  |  |  |  |  |  |  |  |
|  |                                                  |  |  |  |  |  |  |  |  |  |  |  |  |
|  |                                                  |  |  |  |  |  |  |  |  |  |  |  |  |
|  | 14. Edmund Roche, 4de baron Fermoy               |  |  |  |  |  |  |  |  |  |  |  |  |
|  |                                                  |  |  |  |  |  |  |  |  |  |  |  |  |
|  |                                                  |  |  |  |  |  |  |  |  |  |  |  |  |
|  | 7. Frances Roche                                 |  |  |  |  |  |  |  |  |  |  |  |  |
|  |                                                  |  |  |  |  |  |  |  |  |  |  |  |  |
|  |                                                  |  |  |  |  |  |  |  |  |  |  |  |  |
|  | 15. Ruth Gill                                    |  |  |  |  |  |  |  |  |  |  |  |  |
|  |                                                  |  |  |  |  |  |  |  |  |  |  |  |  |
|  |                                                  |  |  |  |  |  |  |  |  |  |  |  |  |